# Geständnis
Von einem Geständnis wird allgemein gesprochen, wenn jemand einen bestimmten Sachverhalt einräumt, der ihm zur Last gelegt wird. Speziell gilt im Prozessrecht als Geständnis, wenn eine Partei erklärt, dass Tatsachenbehauptungen des Gegners zutreffen, die für die Partei ungünstig sind.

## Allgemeines
Im Prozessrecht sind verschiedene Beweismittel zugelassen. Es gibt sachliche Beweismittel (Urkunden, Spuren, Tatmittel, Tatbeute und Augenschein) und personale Beweismittel (Zeugen und Gutachter). Geständnisse sind damit formal zwar nicht als Beweismittel vorgesehen, gelten jedoch als personales Beweismittel. Es gehört nur zu den Beweismitteln im weiteren Sinne, da in der Hauptverhandlung die Beweisaufnahme erst nach der Vernehmung des Angeklagten erfolgt (§ 244 Abs. 1 StPO).

## Geschichte
Das Geständnis galt im Inquisitionsprozess des Römischen Rechts als die „confessio est regina probationum“, also die „Königin der Beweismittel“. Diese Überbewertung des Geständnisses führte in Inquisitionsprozessen jedoch dazu, dass sie in jedem Falle ein Geständnis herbeiführen wollten. Lag ein Geständnis vor, war die Abwägung mit anderen (auch entlastenden) Beweismitteln ausgeschlossen. Es durfte nicht verwundern, dass bei dieser zentralen Stellung des Geständnisses die Folter zur Erzwingung einer geständigen Einlassung eingesetzt wurde. Das vierte Laterankonzil ab 1215 hat die moderne Form des religiösen Geständnisses hervorgebracht. Die Folter zur Erzwingung von Geständnissen wurde erst 1776 abgeschafft. Abraham Saur war der gegenteiligen Auffassung, dass ein Geständnis kein Beweis sei. Das deutsche Recht ist von der Vorstellung des Geständnisses als bestes Beweismittel teilweise erheblich abgerückt.

## Arten
Je nach Inhalt und Umfang einer geständigen Einlassung gibt es verschiedene Arten von Geständnissen. Wenn eine Partei selbst die für sie ungünstigen Tatsachen vorbringt, bevor die Gegenpartei sie behauptet hat, spricht man von einem vorweggenommenen (antizipierten) Geständnis. Zum Geständnis wird das vorweggenommene Geständnis erst dann, wenn der Gegner es aufgreift. Das volle Geständnis ist durch eine vollumfängliche Verantwortungsübernahme aller vorgeworfenen Handlungselemente gekennzeichnet. Ein Geständnis, das nicht alle Handlungselemente und damit den Tatvorwurf nicht vollständig abdeckt, wird als Teilgeständnis bezeichnet. Das qualifizierte Geständnis ist durch eine vollständige, detaillierte und anschauliche Schilderung aller subsumtionsrelevanten Tatsachen gekennzeichnet. Beim qualifizierten Geständnis wird eine Einrede geltend gemacht, die nicht Teil der anspruchsbegründenden Norm ist; es ist mit Einschränkungen oder Zusätzen versehen. Unter schlankem Geständnis wird seit 1988 ein Geständnis verstanden, in dem lediglich das Ergebnis des Ermittlungsverfahrens in der Hauptverhandlung bestätigt wird. Es spielt vor allem bei der Verständigung im Strafverfahren eine wichtige Rolle. Das abgesprochene Geständnis wird zu einem Zeitpunkt abgelegt, zu dem das Gericht von der Schuld des Angeklagten noch nicht überzeugt ist. Hiermit wird die Beweisaufnahme hinsichtlich des Tatvorwurfs verkürzt oder entfällt sogar. Ein überschießendes Geständnis („overcharging confession“) bringt straferschwerende Umstände hervor und weist Straftaten nach, die ohne die Erklärung nicht ermittelt waren. Das erzwungene Geständnis („forced confession“) ist durch Zwang, Folter oder erweiterte Vernehmungstechniken herbeigeführt worden. Zu falschen Geständnissen („false confession“) kann es aufgrund von polizeilichem Befragungsdruck, aufgrund Vermeidung von Untersuchungshaft oder psychischer Faktoren kommen. Von einem freiwillig falschen Geständnis wird gesprochen, wenn sich Personen von sich aus bei der Polizei melden, um den Täter zu decken oder aufgrund pathologischem Strebens nach Berühmtheit oder Selbstbestrafung. Bei einem erzwungenen falschen Geständnis („coerced-compliant“) wird wissentlich ein falsches Geständnis abgelegt, um einem angedrohten Übel zu entkommen oder vermutete Begünstigungen zu erhalten. Bei einem internalisierten falschen Geständnis („coerced internalized“) sind die Beschuldigten infolge einer vom Vernehmer gesetzten Suggestion selber davon überzeugt, eine Straftat begangen zu haben, obwohl dies nicht zutrifft.
Neben dem Umfang können Geständnisse auch personenbezogene, nach der Beweiserheblichkeit, dem Wahrheitsgehalt und ihrer Mitteilungsform unterschieden werden. Als personenbezogen kann das Geständnis von einem Verdächtigen, Beschuldigten, Angeschuldigten oder Angeklagten stammen.

## Zivilprozess
Im Zivilprozess ist das Geständnis das Zugestehen der Richtigkeit einer Tatsachenbehauptung des Prozessgegners. Nach § 288 ZPO können nur Tatsachen als Geständnis anerkannt werden. Ein bloßes Nichtbestreiten gegnerischer Behauptungen ist kein Geständnis. Wegen der weitreichenden Folgen eines Geständnisses wird im Zweifel anzunehmen sein, dass eine Partei die vom Gegner vorgetragenen und für sie ungünstigen Tatsachen, die sie nicht ausdrücklich bestreitet, nicht zugesteht, sondern nur nicht bestreiten will. Das Geständnis kann mit Zusätzen oder Einschränkungen verbunden werden (qualifiziertes Geständnis; § 289 Abs. 2 ZPO). Ein Geständnis kann erstmals in der Klageschrift vorgetragen (antizipiertes Geständnis), muss jedoch spätestens in der mündlichen Verhandlung vorgebracht werden. Es genügt, wenn es im Schriftsatz enthalten ist und durch Bezugnahme nach § 137 Abs. 3 ZPO (Protokollvermerk) zum Gegenstand der mündlichen Verhandlung wird. Es braucht nicht ausdrücklich erklärt zu werden, sondern kann sich auch durch Auslegung des Prozessvortrags ergeben.
Mit einem Geständnis sind bestimmte Rechtswirkungen verbunden. Im Zivilprozess wird durch ein Geständnis eine Beweisaufnahme überflüssig. Die zugestandene Tatsache bedarf keines Beweises und ist vom Gericht im Urteil als wahr zugrunde zu legen. Es entfaltet für den Erklärenden Bindungswirkungen auch in der Berufungsinstanz (§ 535 ZPO). Geständnisse wirken nur gegen den, der sie abgegeben hat („confessio alterius alii non praejudicat“; § 61 ZPO). Ein Geständnis aus einem Strafverfahren entfaltet in einem Zivilprozess nicht die Wirkungen der §§ 288, 290 ZPO, stellt aber im Rahmen der freien Beweiswürdigung nach § 286 ZPO ein wichtiges Indiz für die Wahrheit der zugestandenen Tatsachen dar. Ein schriftliches Geständnis ist zivilprozessrechtlich die Ausnahme (§§ 128 Abs. 2, § 251a, § 331a ZPO).

## Strafprozess
Geständnis ist hier das Zugestehen des Tatvorwurfs durch den Beschuldigten. Die Bedeutung eines Geständnisses liegt vor allem darin, dass ein Beschuldigter Tatangaben macht, die nur ihm bekannt sein können. Es obliegt dem Gericht, die „Erforschung der Wahrheit von Amts wegen zu betreiben“ (§ 244 Abs. 2 StPO). Das Gericht ist wegen der freien Beweiswürdigung nicht an das Geständnis gebunden (§ 261 StPO). Es ist nach herrschender Meinung ein Beweismittel, das der freien richterlichen Beweiswürdigung nach § 261 StPO unterliegt. Hierzu hat bereits das Reichsgericht (RG) betont, dass das Geständnis sowie das sonstige Verhalten des Angeklagten Beweistatsachen seien und damit der aus der Hauptverhandlung zu schöpfenden freien richterlichen Beweiswürdigung und Überzeugungsbildung (§ 261 StPO) zugänglich seien.
Die Polizei ist im Strafprozess berechtigt, auf ein Geständnis hinzuwirken; die Schranken hierzu finden sich in § 343 StGB (Aussageerpressung). Ein vor der Hauptverhandlung etwa bei der Polizei abgelegtes Geständnis kann nur bei richterlichem Vorhalt in das Verfahren eingeführt werden (§ 254 Abs. 1 StPO). Beweismittel ist dann die auf den richterlichen Vorhalt vom Angeklagten gemachte Aussage. Das Geständnis ist eine Prozesshandlung, so dass der Erklärende postulationsfähig sein muss. Ein erst in der Hauptverhandlung abgelegtes Geständnis des Angeklagten stellt nur eine von vielen möglichen Quellen zur Erforschung des wahren Sachverhalts dar. Andererseits ist aber nicht ausgeschlossen, einen Angeklagten allein aufgrund seines Geständnisses zu verurteilen. Das Geständnis ist nach § 257c Abs. 2 Satz 2 StPO zwingende Voraussetzung für die Zusicherung einer Strafunter- und -obergrenze im Rahmen einer Verständigung. Ein Verwertungsverbot besteht nach § 136a Abs. 3 Satz 2 StPO für Geständnisse, die durch Verletzung von Beweiserhebungsregeln zustande gekommen sind wie Täuschung, Drohung, Zwang, Misshandlung, Ermüdung oder durch künstliche Beeinflussung der freien Willensbildung. Auch das Versprechen von – gesetzlich nicht vorgesehenen – Vorteilen ist verboten. Ferner kann die Unterlassung der gesetzlich vorgeschriebenen Belehrung (§ 136 Abs. 1 StPO) zum Verwertungsverbot von Geständnissen führen, wenn etwa der Beschuldigte nicht auf sein Schweigerecht hingewiesen wurde.
Die Vernehmung des Angeklagten (Einlassung, Geständnis) ist zwar kein Beweismittel im engeren Sinn, eine Aussage kann jedoch als Beweis gewertet werden (§ 261 StPO). Obwohl das Geständnis als Strafzumessungskriterium in § 46 StGB nicht explizit erwähnt wird, spielt es in der Praxis eine große Rolle. Auch in der höchstrichterlichen Rechtsprechung ist die strafmildernde Wirkung eines (taktischen) Geständnisses grundsätzlich anerkannt.

## Widerruf
Durch ein Geständnis wird die gestehende Partei grundsätzlich gebunden. Umstritten ist im Zivilprozess, ob ein bewusst unwahres Geständnis wegen der Bedeutung der Wahrheitspflicht entgegen § 290 ZPO jederzeit widerrufen werden kann. Der BGH jedenfalls lehnt einen Widerruf ab. Ein Widerruf gilt nur, wenn die Partei nachweist, dass das abgegebene Geständnis objektiv falsch ist und auf einem Irrtum beruht (§ 290 ZPO). Strafprozessrechtlich gilt, dass der Widerruf das Geständnis nicht beseitigt und die Gerichte sich bei einem Widerruf ausführlich mit dem Zustandekommen des früheren Geständnisses auseinanderzusetzen haben. Abgesehen von den Verwertungsverboten müssen die früheren – möglicherweise unüberlegten – Angaben des Beschuldigten Eingang in die richterliche Beweiswürdigung finden. Dabei wird der spätere Widerruf auf seine Plausibilität hin überprüft.

## Falsche Geständnisse
Entgegen der Annahme, dass Menschen nur ein Geständnis ablegen würden, wenn sie wirklich schuldig sind, kommt es erstaunlich häufig zu falschen Geständnissen. Studien zeigen, dass 25 % der nachträglich durch DNA-Tests überprüften Geständnisse sich als falsch erwiesen und 10 % – 20 % bereits vernommener Personen angeben, schon mal ein falsches Geständnis abgelegt zu haben.
Man unterscheidet dabei freiwillige falsche Geständnisse (beispielsweise zum Schutz des eigentlichen Täters, zur Vertuschung einer anderen Straftat oder aus dem Streben nach Berühmtheit heraus) und falsche Geständnisse, die im Laufe der Vernehmung zustande kommen (beispielsweise durch die Charaktereigenschaften der Befragten oder die Vernehmungsmethoden der Polizei).
Jugendliches Alter scheint ein Risikofaktor zum Ablegen eines falschen Geständnisses zu sein. Jugendliche sind anfälliger gegenüber äußeren Einflüssen, neigen zu impulsivem Verhalten und können Verhaltenskonsequenzen nicht gut abschätzen. Auch der IQ beeinflusst die Neigung zu falschen Geständnissen. Personen mit einem niedrigeren IQ lassen sich stärker von situativen Umständen beeinflussen, geben eher Befragungsdruck nach und können langfristige Konsequenzen schlecht abschätzen.
Auch die Vernehmungsmethoden der Polizei können Einfluss auf Geständnisse haben. Einige Befragungsmethoden, wie zum Beispiel die in Amerika angewandte Reid-Methode, zielen darauf ab, es für den Beschuldigten attraktiv erscheinen zu lassen, zu gestehen. Es wird beispielsweise behauptet, dass die Beweislage eindeutig/erdrückend wäre, man ihn sowieso überführen würde und sich ein Geständnis nur positiv auswirken könne. Weiterhin gibt es Minimisierungstechniken (Herunterspielen der Tat), angebotene Deals und die Präsentation falscher Beweismittel. Insgesamt fördern diese Methoden zwar wahre Geständnisse, erhöhen aber auch die Wahrscheinlichkeit von falschen Geständnissen. Auch die Länge der Vernehmung kann durch eine Beeinträchtigung der kognitiven Kapazität und der selbstregulatorischen Fähigkeiten des Beschuldigten zu einem Risikofaktor für ein falsches Geständnis werden. Insgesamt führt aber immer die Kombination aus mehreren Faktoren zu einem falschen Geständnis.
Fälschlicherweise wird meist angenommen, dass Polizei, Richter und andere Instanzen gut zwischen wahren und falschen Geständnissen unterscheiden könne. Dies ist nicht der Fall. Studien zeigen, dass die Trefferquote im Erkennen von falschen Geständnissen bei Polizeibeamten nur bei etwa 50 % liegt, was dem Zufall entspricht. Hinzu kommt, dass Polizisten häufiger falsch positive Entscheidungen treffen, also ein falsches Geständnis als wahr werten. Dabei sind sie sich in ihren Entscheidungen sehr sicher.
Falsche Geständnisse können in der Praxis verheerende Konsequenzen haben. Ist ein Geständnis erst einmal abgelegt, bleibt es in den Köpfen der Menschen und beeinflusst, selbst bei Widerrufung, spätere Entscheidungen. Auch können falsche Geständnisse die weiteren Ermittlungen beeinflussen oder zur Andersbewertung von Beweismaterialien führen.

### Falsche Geständnisse im Strafprozess
Das Problem falscher Geständnisse hat international viel Aufmerksamkeit bekommen, da viele Einzelfälle bekannt wurden, in denen Personen aufgrund falscher Geständnisse verurteilt wurden. Dies ist besonders problematisch, da Studien darauf hinweisen, dass Geständnisse einen größeren Einfluss auf Gerichtsentscheidungen haben als beispielsweise Augenzeugenberichte.
Die Risikofaktoren falscher Geständnisse können personenbezogen sein oder vernehmungsbezogen.
Zu den vernehmungsbezogenen Risikofaktoren zählen die Vernehmungstechniken der Polizei, welche man in geständnisorientierte und informationssammelnde Ansätze gliedert. Die geständnisorientierten Ansätze spielen im Bezug zu falschen Geständnissen die größere Rolle. Ein Bestandteil dieser Ansätze ist die Minimierungstechnik. Hierbei will der Vernehmer mittels des Signalisierens von Verständnis für die Tat, das Anbieten von Entschuldigungen und Rechtfertigungen für die Tat, dem Verdächtigen verdeutlichen, dass ein Geständnis die eigene Situation verbessern kann, negative Konsequenzen für das Selbstbild gemildert werden und eine Strafmilderung die Folge sein könnte.
In einer Studie von Kassin und Kiechel wurde 1996 die Annahme bestätigt, dass die Minimierungstechnik die Wahrscheinlichkeit von Geständnissen erhöht, allerdings auch falscher Geständnisse. In einer weiteren Studie von Kassin und McNall fand man den Grund dafür heraus: Individuen würden demnach in die Sätze der Vernehmenden, welche die Minimierungstechnik anwenden, Nachsicht in der Verurteilung interpretieren.
Eine weitere Vernehmungstechnik geständnisorientierter Ansätze ist die Maximierungstechnik, welche das Gegenstück zur Minimierungstechnik darstellt. Hierbei findet eine direkte Schuldzuweisung statt oder eine allgemeine Betonung der Tatschwere und ihrer Folgen, um dem Beschuldigten zu vermitteln, dass ein Geständnis den einzigen Ausgang aus der Vernehmung darstellt.
Minimierungs- sowie Maximierungstechnik finden unter anderem Anwendung innerhalb der Reid-Methode. Allgemein zielen diese Vorgehensweisen auf tatsächliche Täter ab und werden problematisch, wenn als schuldig erachtete Personen zu Geständnissen motiviert werden.
In Deutschland legen deshalb rechtliche Rahmenbedingungen grundsätzlich einen informationssammelnden Vernehmungsansatz nahe, dieser kann allerdings nur verfolgt werden, wenn die Beschuldigten auch zu einer Aussage bereit sind. Da oft aber auch Aussagemotivierung eine Aufgabe polizeiliche Vernehmung ist, wird in diesen Fällen auf einen geständnisorientierten Vernehmungsansatz zurückgegriffen. Dies ist auch häufig der Anwendungsgrund der Minimierungstechnik, trotz des Risikos die Rate falscher Geständnisse zu erhöhen.

### Falsche Geständnisse auf Basis falscher Erinnerung
Nicht immer jedoch beruhen falsche Geständnisse auch auf mutwilligen „Falschaussagen“ – seien diese nun freiwillig oder durch bestimmte Vernehmungsmethoden „erzwungen“. Vielmehr können Geständnisse in gewissen Fällen tatsächlich auch auf falschen Erinnerungen beruhen – der von einer Person selbst für richtig gehaltenen Erinnerung an ein Erlebnis, das jedoch so nie stattgefunden hat.
Eine Person würde sich in einem solchen Fall also falscherweise einer Straftat für schuldig bekennen, die sie, im Gegensatz zu den oben beschriebenen freiwilligen oder durch Vernehmungen eingeleiteten Geständnissen, allerdings selbst auch tatsächlich glaubt begangen zu haben. Grundlage für diese Überzeugung sind als authentisch erlebte Erinnerungen an die vermeintliche Tat – Erinnerungen, bei denen es sich jedoch in Wahrheit um konfabulierte Gedächtnisinhalte handelt, die keinen Bezug zu reellen Erlebnissen der Person haben (müssen).
Dass derartige Pseudoerinnerungen gerade im Kontext sehr suggestiver Vernehmungsmethoden evoziert werden können und damit zum Problem für die Glaubwürdigkeit und Validität im Rahmen derartiger Vernehmungstechniken „gewonnener“ Geständnisse werden, legt eine Studie von Shaw & Porter aus 2015 nahe:
Die Psychologen zeigten, dass es in einem kontrollierten, experimentellen Setting möglich ist, jungen Erwachsenen lebhafte Erinnerungen an in der frühen Jugend verübte Straftaten zu entlocken, welche sie in Wahrheit gar nicht begangen haben.
Unter dem Deckmantel einer Untersuchung über emotionale Ereignisse in der Kindheit wurden Studenten zu drei, ca. 40 minütigen Gesprächen eingeladen, in denen sie, so der Vorwand, über eben solche Erlebnisse berichten sollten.
Was die Probanden jedoch nicht wussten war, dass sie neben einem real stattgefundenen, starken emotionalen Ereignis aus ihrer Kindheit auch zu einem weiteren, falschen Vorkommnis befragt wurden, das in keinerlei Zusammenhang zu ihrem tatsächlichen Leben stand.
Um welche unwahre Begebenheit es sich hierbei handelte, wurde den unwissenden Probanden aus einer Liste von sechs Ereignissen randomisiert zugewiesen – drei davon beinhalteten ein starkes emotionales Erlebnis, drei ein kriminelles Vergehen. So sollten sich die Studenten in ihrer Kindheit im Alter von 11–14 Jahren entweder
- stark verletzt haben,

- von einem Hund attackiert worden sein,

- eine große Summe Geld verloren haben,

- etwas gestohlen haben,

- jemandem eine Körperverletzung beigefügt haben oder

- jemanden mit einer Waffe attackiert haben.[32]

Nach den drei Interviews, die in wöchentlichen Intervallen stattfanden und in denen die Studenten unter Anwendung suggestiver Gesprächstechniken zu den angeblichen Vergehen (und den falschen emotionalen Erlebnissen) befragt wurden, waren 70 % der Probanden überzeugt, die ihnen „zugeteilte“ Straftat begangen zu haben.
Dabei waren ihre berichteten, falschen (!) Erinnerungen an dieses nie stattgefundene Ereignis in Sachen Reichhaltigkeit, Lebhaftigkeit und Detailliertheit mit den Berichten ihrer wahren Erinnerungen vergleichbar. So beschrieben einige der Testanten sogar Details wie das Aussehen der Polizisten, mit denen sie infolge ihrer (angeblichen) Tat in Kontakt kamen.
Sogar im Hinblick auf ihr sensorisches „Wiedererleben“ des Vergangenen gaben die Probanden bei der wahren und der falschen, kriminellen Erinnerung eine ähnlich ausgeprägte Komplexität an Sinneseindrücken zu Protokoll.
Aufgrund der Tatsache, dass erinnerungsbasierte Beweismittel in Rechtssystemen weltweit eine große Rolle spielen und angesichts der weitreichenden Implikationen, die ein falsches Geständnis in Form einer darauffolgenden (fälschlichen) Verurteilung mit bspw. Freiheitsentzug nach sich zieht, sensibilisieren Studien wie die von Shaw & Porter für die mit dem menschlichen Gedächtnis in diesem Zusammenhang einhergehenden Problematiken – gerade im Hinblick auf den gezeigten Einfluss bestimmter Frage-/Vernehmungstechniken auf die Entstehung falscher Erinnerungen.

### Falsche Geständnisse aufgrund von Drogeneinfluss
Stehen Menschen während einer Vernehmung oder einer Zeugenbefragung unter Drogeneinfluss oder nehmen regelmäßig Drogen, können ihre Erinnerungen noch leichter verändert werden. Personen sind nach der Einnahme von Drogen empfänglicher für suggestive Fragen bzw. neigen sie dazu, Fragen eher zu bejahen (Yes-Bias). Durch diesen Effekt kann die Rekonstruktion von Erinnerungen manipuliert werden, was die Anfälligkeit für falsche Geständnisse erhöht. Gut belegt ist dies für den unmittelbaren Einfluss von Cannabiskonsum und Alkohol, während die Befunde in Bezug auf andere Substanzen (z. B. Benzodiazepine, Dextroamphetamin, MDMA) und Auswirkungen von wiederholtem oder auch regelmäßigem Drogenkonsum bislang nicht eindeutig sind bzw. es liegen noch zu wenige Studien vor.

### Falsche Geständnisse von vulnerablen Gruppen
Nicht immer beruhen falsche Geständnisse auf falschen Erinnerungen; sie können auch auf persönliche Risikofaktoren zurückgeführt werden. Dies sind Charakteristika des Individuum, besonders junges Alter und mentale Störungsbilder. Die Studie von Gross & Shaffer (2012) zeigte, dass die Prävalenz für falsche Geständnisse bei unter 18-Jährigen (42 %) und Personen mit Symptomatik mentaler Störungsbilder (75 %) signifikant höher ist als bei Erwachsenen, die keine Symptomatik mentaler Störungsbilder (8 %) aufweisen.
Aktuelle Forschungsergebnisse deuten darauf hin, dass latente hyperaktive Tendenzen bei Jugendlichen und jungen Erwachsenen (14–24 Jahre) ein signifikanter Prädiktor für falsche Geständnisse sein können. Diese Erkenntnis steht im Kontrast zu früheren Studien, die hauptsächlich Unaufmerksamkeit als den vorherrschenden Einflussfaktor identifizierten. Darüber hinaus scheint antisoziales Verhalten, insbesondere die Facetten Rücksichtslosigkeit und Impulsivität, eine bedeutende Rolle zu spielen. Personen mit Verhaltensstörungen, die durch ein hohes Maß an Impulsivität gekennzeichnet sind, könnten besonders anfällig für falsche Geständnisse sein. Jedoch sind weitere wissenschaftliche Untersuchungen nötig, um die spezifischen Mechanismen besser zu verstehen.
Diese genannten personenbezogenen Risikofaktoren und Symptomatiken (Hyperaktivität, Impulsivität) finden sich gehäuft bei Jugendlichen mit ADHS, welche in ihrer Altersgruppe durchschnittlich anfälliger für falsche Geständnisse sind.
Die Ergebnisse verschiedener Studien legen nahe, dass es für vulnerable Gruppen an gesonderter Unterstützung bedarf, um einen fairen Prozess sicherzustellen und Justizirrtümer zu vermeiden.

## International
In Österreich gilt ein Geständnis als Strafmilderungsgrund nach § 34 Abs. 1 Nr. 17 ÖStGB: „Ein Milderungsgrund ist es insbesondere, wenn der Täter ein reumütiges Geständnis abgelegt oder durch seine Aussage wesentlich zur Wahrheitsfindung beigetragen hat.“ Auch in der Schweiz sieht Art. 48d StGB (CH) vor, dass das Gericht die Strafe mildert, „wenn der Täter aufrichtige Reue betätigt, namentlich den Schaden, soweit es ihm zuzumuten war, ersetzt hat.“
Auch im US-amerikanischen Strafprozessrecht wird mit dem Geständnis (guilty plea) oder bereits dem bloßen Nichtbestreiten des Tatvorwurfs (sog. plea of nolo contendere) eine Jury-Entscheidung über die Schuldfrage überflüssig und ermöglicht die unmittelbare Festsetzung der Strafe durch den Richter. Beide Erklärungen eröffnen im US-amerikanischen Strafprozess den Weg in ein vereinfachtes Verfahren. In Deutschland hingegen ist das Geständnis lediglich ein Indiz für die Täterschaft des Angeklagten. In Japan ist es verfassungsrechtlich ausdrücklich verboten, eine Verurteilung alleine auf das Geständnis des Angeklagten zu stützen. Nach englischem Recht ist es der Polizei verboten, auf ein Geständnis hinzuwirken. Selbst scheinbar harmlose Wendungen wie „es könnte besser für Sie sein, die Wahrheit zu sagen als zu lügen“ sind nicht statthaft.